# Cheick Souaré
Cheick Oumar Souaré (* 3. September 2002 in Arras) ist ein französisch-guineischer Fußballspieler.

## Karriere

### Verein
Souaré begann seine fußballerische Laufbahn beim FC Martigues circa 900 Kilometer entfernt seines Geburtsortes Arras. 2014 wechselte er zum FC Istres, wo Scouts von Olympique Marseille auf ihn aufmerksam wurden. 2015 unterschrieb er auch einen Vertrag in der Jugendakademie von OM. 2019/20 kam er zu seinen ersten Einsätzen in der National 2 für die zweite Mannschaft, wobei er ein Tor schoss. Im Sommer 2020 unterschrieb er seinen ersten Profivertrag bei der ersten Mannschaft mit einer Laufzeit bis 2023. Sein Debüt gab er jedoch erst am 3. Februar 2021 (23. Spieltag) bei einem 2:2-Unentschieden gegen den RC Lens, als er in der 81. Minute für Boubacar Kamara eingewechselt wurde. Danach stand er noch einige Male im Kader, fand in der ersten Mannschaft jedoch später keine Berücksichtigung mehr. Im Februar 2022 löste er seinen Vertrag bei Marseille auf und war dann ein Jahr vereinslos, ehe ihn der tschechische Zweitligist MFK Vyškov unter Vertrag nahm. In der Winterpause 2023/24 ging Souaré erst leihweise zum Viktoria Pilsen in die Fortuna Liga und wurde dann im Sommer 2024 fest verpflichtet.

### Nationalmannschaft
Im Frühjahr 2018 absolvierte Souaré vier Testspiele für die französische U16-Nationalmannschaft.